# کولوگلیس
کولوگلیس (به انگلیسی: Koulouglis-Cologhlis and Qulaughlis) به معنی کودکان از افراد که معادل با کول اوغلو ← کول (سرباز، افراد) + اوغلو (پسر) می‌باشد. این اصطلاح به مواردی در آفریقای شمالی اطلاق می‌گردد که فرزندان از پدر ترک و مادر عرب از شمال آفریقا باشند. این مورد به دوران حکمرانی امپراطوری عثمانی بازمی‌گردد که بسیاری از مناطق آفریقای شمالی را فتح کردند و استعمارگران ترک را به لیبی، مصر، الجزایر و تونس فرستادند؛ بنابراین روابط زناشویی مردان ترک با زنان عرب باعث پیدایش کولوگلیس شد. جمعیت آن‌ها بین ۲ تا ۶ میلیون نفر تخمین زده می‌شود.